# Photinus signaticollis
Photinus signaticollis é uma espécie de vaga-lume nativa da Argentina e Uruguai. Em 2018 a espécie foi observada no nordeste da Península Ibérica, sendo descrita como uma espécie nova, Photinus immigrans. No entanto, em 2022 verificou-se que a população de a Península Ibérica correspondia à espécie Photinus signaticollis, anteriormente descrita.

## Expansão na Europa
Estima-se que a introdução de Photinus signaticollis na Península Ibérica possa ter ocorrido em 2016 na província de Girona. A expansão da espécie está sendo muito rápida e em 2020 já havia chegado à França. Essa velocidade de dispersão pode ser devido ao fato de que as fêmeas também podem voar, ao contrário dos vaga-lumes europeus. A este ritmo de expansão, estima-se que em menos de 40 anos poderá ocupar toda a França metropolitana e a Península Ibérica, pelo que poderão ser necessários programas de controlo da espécie para evitar colocar em risco as espécies autóctones.